# Carlos II de Lorena
Carlos II de Lorena, llamado el Intrépido (1364 - Nancy, 25 de enero de 1431) fue duque de Lorena de 1390 a 1431. Era hijo del duque Juan I de Lorena y de Sofía de Wurtemberg.

## Biografía
En su juventud, estuvo muy vinculado con Felipe II de Borgoña, duque de Borgoña, siendo compañeros de armas en numerosas ocasiones. Continuó en principio la política iniciada por su padre, ayudándose de la corte de Francia para acercarse a Borgoña. Poseía una cierta desconfianza contra Luis de Orleans, que había ayudado a los habitantes de Neufchâteau al final del reinado de su padre, el duque Juan I de Lorena, y que sostenía el Rey de romanos Wenceslao, el cual sería depuesto en 1400 por los príncipes electores y remplazado por el suegro de Carlos Roberto de Wittelsbach.
Participó en diversas expediciones de cruzados; en 1391 a Túnez, en 1396 a Nicópolis, con Juan I de Borgoña, hijo de Felipe el Audaz, y en 1399 a Livonia junto a los Caballeros Teutones.

## Matrimonio e hijos
Se casó en 1394 con Margarita de Wittelsbach (1376, † 1434), hija de Roberto de Wittelsbach, conde palatino del Rin, después emperador germánico, y de Isabel de Núremberg. Juntos tuvieron los siguientes hijos:
- Isabel de Lorena (1400 † 1453), duquesa de Lorena, casada el 1420 con Renato I de Anjou duque de Bar y de Anjou, conde de Provenza, rey titular de Jerusalén, Nápoles, y Sicilia (1409-1480).
- Raüll, muerto joven.
- Luis, muerto joven.
- Caterina (1407 -1439), casada con el marqués Jacobo I de Baden (1407? -1453).

De su amante Alison du May (asesinada en Nancy en 1431), tuvo:
- Ferri[3] Bastardo de Lorena, que adquirió la tierra de Bildstein.
- Juan,[4] bastardo de Lorena, señor de Darnieulles.
- Ferri de Lunéville, bastardo de Lorena, caballero de St. Juan de Jerusalén, comendador de Xugney en 1459.
- Caterina, bastarda de Lorena.
- Isabel, bastarda de Lorena, casada en 1425 con Enrique de Liocourt.